# Défilé militaire de l'Armée de défense d'Israël

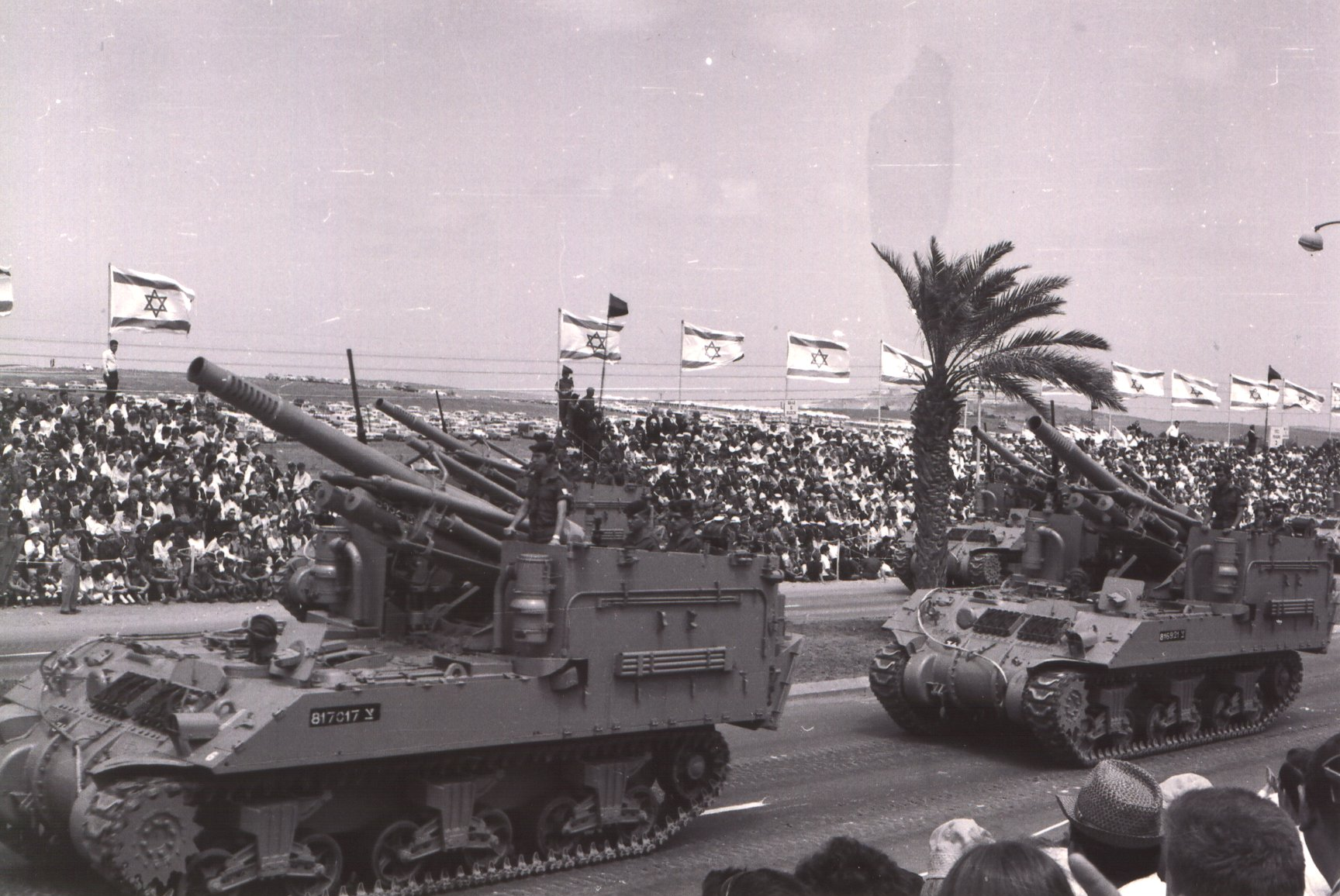
Canon automoteur de type M-50 (obusiers français montés sur chars Sherman), parade de l'Armée israélienne en 1965.

Le défilé de l'Armée de défense d'Israël est une parade militaire annuelle des Forces armées israéliennes à l'occasion du Jour de l'Indépendance, organisée durant les 25 premières années d'existence de l'État d'Israël, soit de 1948 à 1973.